# Ralph Sharon
Ralph Simon Sharon (Londres, 17 de septiembre de 1923 – Boulder (Colorado), 31 de marzo de 2015) fue un pianista de jazz y arreglador estadounidense de origen británico.

## Biografía
Sharon nació en Londres, de madre británico y de padre letón. Emigró a los Estados Unidos en 1954, adquiriendo la nacionalidad cinco años después.
Em 1958, Ralph Sharon grabó con Tony Bennett, el comienzo de una relación de trabajo de más de 50 años como el "hombre detrás de la música" de Bennett en muchas grabaciones de estudio ganadoras del Premio Grammy, y de gira con Bennett durante muchos años. Encontró "I Left My Heart in San Francisco" para Bennett, un año después de colocarlo en una oficina y olvidarse de él. Sharon descubrió el manuscrito mientras empaquetaba para una gira que incluyó San Francisco. Si bien a Bennett y Sharon les gustó la canción, estaban convencidos de que solo sería un éxito local. La melodía se convirtió en la canción de la compañía. Sharon fue un pianista de jazz, grabando una serie de sus propios álbumes. Pero Sharon era sobre todo conocido como una de los mejores acompañantess a cantantes populares, como el propio Bennett pero también Robert Goulet, Chris Connor y muchos otros.
Retirado en Boulder (Colorado), Sharon continuó tocando en el Área metropolitana de Denver hasta poco antes de su muerte. Tony Bennett y el Ralph Sharon Trio tocaban en numerosos locales de Denver. Murió por causas naturales el 31 de marzo de 2015.

## Discografía

### Álbumes en solitario
- 1953 Autumn Leaves and Spring Fever
- 1954 Easy Jazz (como The Ralph Sharon All-Star Sextet)
- 1956 The Ralph Sharon Trio (como The Ralph Sharon Trio)
- 1956 Mr. and Mrs. Jazz (Con Sue Sharon)
- 1957 Around the World In Jazz (como The Ralph Sharon Sextet)
- 1958 2:38 A.M.
- 1963 Modern Innovations In Country and Western Music
- 1964 Do I Hear a Waltz? (como The Ralph Sharon Trio)
- 1965 The Tony Bennett Songbook (como The Ralph Sharon Trio)
- 1995 Swings the Sammy Kahn Songbook (como The Ralph Sharon Trio)
- 1996 Portrait of Harold: The Harold Arlen Songbook (como The Ralph Sharon Trio)
- 1997 Plays the Harry Warren Songbook (como The Ralph Sharon Trio)
- 1999 Plays the Frank Loesser Songbook (como The Ralph Sharon Trio)
- 2000 The Magic of Cole Porter (como The Ralph Sharon Trio)
- 2001 The Magic of Jerome Kern (como The Ralph Sharon Trio)
- 2001 The Magic of Irving Berlin (como The Ralph Sharon Trio)
- 2001 The Magic of George Gershwin (como The Ralph Sharon Trio)
- 2001 Plays the Ralph Blane Songbook (como The Ralph Sharon Quartet)
- 2007 Always: The Music of Irving Berlin

### Como músico de estudio
Con Tony Bennett
- 1963 I Wanna Be Around
- 1964 When Lights Are Low
- 1986 The Art of Excellence
- 1987 Bennett/Berlin
- 1989 Astoria: Portrait of the Artist
- 1992 Perfectly Frank
- 1993 Steppin' Out
- 1994 MTV Unplugged: Tony Bennett (Live)
- 1995 Here's To The Ladies
- 1997 Tony Bennett on Holiday
- 1998 Tony Bennett: The Playground
- 1999 Bennett Sings Ellington: Hot & Cool
- 2001 Playing with my friends: Bennett Sings The Blues

Con Johnny Hartman
- Songs from the Heart (1955)
- All of Me: The Debonair Mr. Hartman (1956)